# Tony Murray
Tony Murray, geboren als Gaston Jacques Kalifa (* 8. Februar 1920 in Paris; † 7. Juni 2023 in Territet), war ein Geschäftsmann und Milliardär. Er trug die französische, britische wie auch die Schweizer Staatsbürgerschaft.

## 1920–1960

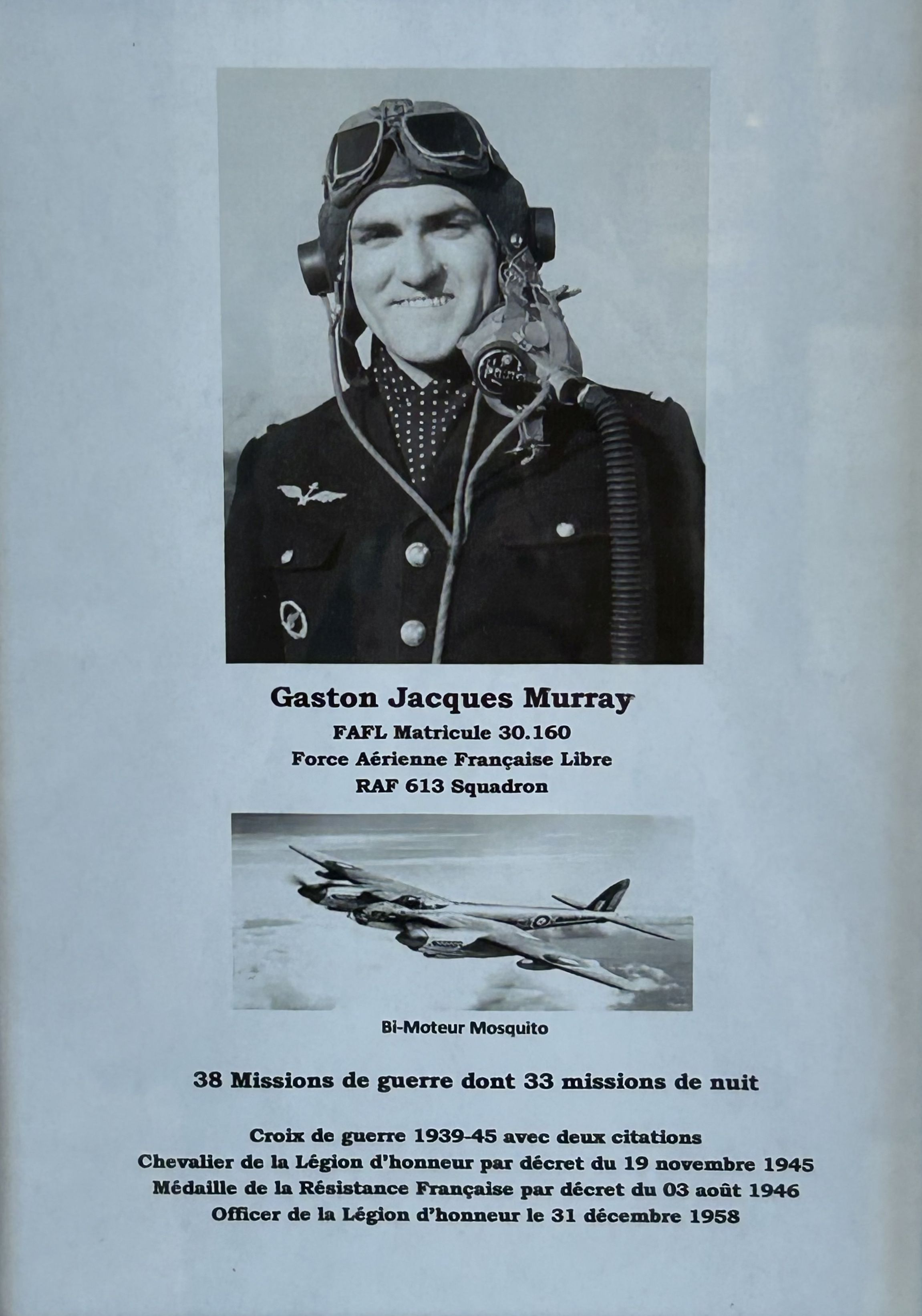
Auszeichnungen für Tony Murray im Zweiten Weltkrieg

Tony Murray arbeitete zunächst in der Baufirma seines Vaters und begann an der École nationale supérieure des beaux-arts de Paris ein Architekturstudium. Im Jahr 1939 wurde er zum Militärdienst eingezogen und geriet bald in deutsche Gefangenschaft. Während der deutschen Invasion Frankreichs gelang es ihm, nach England zu fliehen. Dort nahm er den Namen Tony Murray an und trat den Freien Französischen Streitkräften bei. Schließlich wechselte er zur Royal Air Force (RAF), wo er als Navigator 38 Einsätze flog. Nach dem Krieg erhielt er die britische Staatsbürgerschaft. Für seine militärische Leistung im Zweiten Weltkrieg wurde Murray zum Ritter der Ehrenlegion Chevalier de la Légion d’honneur (Ritter der Ehrenlegion) geschlagen. Außerdem wurde er mit dem Croix de guerre 1939–1945 ausgezeichnet.
Nach dem Krieg übernahm Murray die Baufirma seines Vaters, der im Konzentrationslager Auschwitz starb. Darauf gründete er als 29-Jähriger die erste Tankstellenkette mit automatischer Waschanlage, die er später verkaufte.

## 1961–2003
Ab 1961 konzentrierte sich Murray auf die Sanierung von Unternehmen, die sich in Schwierigkeiten befanden. So übernahm er 1961 den Feuerlöscherhersteller General Incendie France. Er brachte das Unternehmen auf Erfolgskurs und verkaufte es an die Firma Sicli. Anschließend erwarb er den Konkurrenten Nu-Swift und fusionierte ihn mit Sicli. Murray wurde 1982 Präsident des Unternehmens und 1984 Mehrheitsaktionär; 1999 verkaufte er Nu-Swift.
In den 1970er Jahren sanierte Murray in den USA eine Sicherheitsfirma und eine Reinigungsfirma. In den 1990er Jahren investierte er in das angeschlagene Unternehmen Andrews Sykes, das er sanierte. Murray wurde schließlich Eigentümer der Andrew Sykes Group, dem Anbieter von Heiz- und Klimaanlagen mit Sitz in Wolverhampton.

## 2003–2023
Murray lebte ab 2003 in der Schweizer Stadt Montreux am Genfersee und erhielt 2008 die Schweizer Staatsbürgerschaft. Hier erwarb er nach und nach verschiedene Vier- und Fünfsternhotels, die sich in finanziellen Schwierigkeiten befanden und brachte sie auf Erfolgskurs. Das Portefeuille – zum Unternehmen Montreux Suisse Hotels & Resort (MSH&R) zusammengefasst – umfasste zuletzt die Hotels Eden Palace au Lac, Villa Eden, Hôtel du Grand Lac Excelsior (mit der Clinique Biotonus), Villa Toscane und Royal Plaza Montreux & Spa.
Tony Murray hatte zwei Söhne, Jean-Jacques Murray und Jean-Pierre Murray. Sein Nettovermögen wurde im Jahr 2022 laut der Yorkshire Rich List auf 2,53 Milliarden Pfund geschätzt.
Bis zu seinem Tod lebte Murray im Excelsior-Hotel in Montreux-Territet. Er verstarb als 103-Jähriger im Jahr 2023 in Territet.